# Sultanato di Sambas
Il Sultanato di Sambas è stato un impero malese, in vigore tra il 1619 e il 1956, successore dell’omonimo regno. Fino al XIX secolo era uno dei due principali stati del Borneo e dell'Indonesia insieme al limitrofo Sultanato dei Brunei, con cui strinse ottimi rapporti dinastici e commerciali. Era famoso per il suo potente esercito.
Tra il XVII e il XVIII secolo Sambas assoggettò decine di piccoli stati e riuscì ad inglobare buona parte di sette sultanati variamente vasti, ovvero Sukadana, Kutai, Banjarmasin, Pontianak, Siak Inderapura, Mampawa-Sacadina e Matan, estendendo le sue conquiste anche in Indonesia. Alla sua massima espansione era il più vasto stato mai esistito tra Borneo e Indonesia, con un ruolo egemone in ambito militare.

## Storia
In origine il territorio di Sambas (Kerajaan Sambas) era retto da una solida dinastia di governatori Majapahait, l'ultimo dei quali fu Sepudak, che nel XVI secolo riuscì a svincolarsi dal dominio del sultano sfruttando la grave crisi dell'impero in quegli anni. Timbang Paseban, il secondo Raja (Ratu Penambahang) e figlio del primo re (il cui nome è sconosciuto) amministrò il territorio in modo autonomo e favorì la migrazione delle popolazioni locali (perlopiù Dayak) nella fertile zona centrale.
Nel 1609 Sambas divenne autonomo a tutti gli effetti quando Noor Sri Paduka Rata, prima figlia di Ratu Sepudak e discendente del primo omonimo signore locale, sposò il principe Tengah, figlio di Muhammad Hassan sultano dei Brunei e Raja di Sarawak dal 1599. Tengah poté sposarsi perché la prima moglie, Puteri Surya Kesuma, era morta durante la lunga visita in Sambas l'anno precedente. Questa fu la prima volta in cui le famiglie reali di Sambas e Brunei si intrecciarono, e sarebbero rimaste sempre legate, producendo numerosi sovrani discendenti da entrambe.
Sepudak governò l'originario stato di Sambas come Ratu (cioè Raja) fino al 1632 e, per migliorare i rapporti con l'estero, strinse importanti accordi commerciali con gli imperi del Brunei e di Aceh, oltre ad espandere l'influenza e i confini del suo regno in Dayak Besar. Inoltre fece sposare i due figli del fratello defunto, Timbang Paseban, con le nipoti del sultano di Aceh Sri Alam per migliorare i rapporti tra i due stati. Negli stessi anni in cui Sepudak governava Sambas, Tengah era sultano di Sarawak e agiva svincolato dal Brunei: si può dunque parlare di una diarchia, dal momento che Sarawak era ufficialmente possedimento di Sambas.
Il regno di Sambas, in origine limitato a parte del Kalimantan e di Benjarmasin, si espanse notevolmente nei territori limitrofi dal 1609 al 1643, costituendo un Sultanato proprio con Muhammad Saifuddin I (figlio di Tengah e Kesuma) dal 1670: Kesultanan Melayu Sambas. Un momento di crisi si ebbe solamente nel 1641-3, quando Tengah venne assassinato e Sarawak ritornò ai Brunei definitivamente in cambio di parte della regione di Matan (solo il 22 agosto 1842 con Raja Brooke Sarawak si staccherà di nuovo). Per garantire una continuità territoriale il figlio di Tengah aveva cercato di ingraziarsi i nobili di Sambas sposando la seconda figlia di Sepudak, ma senza successo; decise così di abbandonare ogni tentativo di riunificazione e restituire Sarawak al sultano Abdul Jalilul Akbar, cosa che fece tra il 1643 e il 1645.
(Documentazione)
Dal 1671 la capitale fu spostata a Sambas. La ricchezza del sultanato aumentò in modo sensibile nel 1709, quando gli Olandesi stipularono un contratto con Sultan Umar Aqamaddin I Sambas per ricevere una fornitura annuale di diamanti in cambio di un'ingente cifra; nel 1723 richiesero anche una fornitura di perle. Nel corso dei decenni successivi l'impero di Sambas aumentò notevolmente la propria estensione e il proprio potere, fino a diventare uno dei due Stati principali del Borneo insieme ai Brunei, con cui mantenne sempre un ottimo rapporto di collaborazione e interdipendenza, senza conflitti. Dal Brunei acquistò o affittò alcuni dei nuovi territori, ad esempio il vasto Dayak Besar e Katuparan (tra il 1699 e il 1755).
I due sultanati rimasero inoltre sempre legati da profondi vincoli non solo commerciali e militari ma anche di parentela, ad esempio con le dinastie Aqamaddin, Saifuddin, Temenggong, Umar, Sharifuddin, Kamaluddin, Tajuddin, e varie altre, molte delle quali daranno origine a sultani anche in Brunei (nella casata Bolkiah). In particolare, i rapporti tra i due Stati divennero più forti quando era sovrano del Brunei Abdul Mubin, che strinse molti accordi.
Una particolarità era che il Brunei mostrò sempre tendenze protezionistiche e pacifiche, mentre Sambas conduceva di frequente campagne belliche e aveva assoggettato tutti i piccoli sultanati limitrofi e molti stati minori, spingendosi fino all’Indonesia. L’economia bruneiana era infatti legata al commercio, mentre quella di Sambas si basava sul settore militare e sulle risorse preziose (oro, antimonio, perle, diamanti). La fioritura commerciale coincise con la scoperta di numerosi giacimenti d’oro in Dayak Besar durante il regno di Umar Aqamaddin I Sultan Sambas.
Sambas fu inoltre economicamente legato al sultanato di Aceh in Indonesia, che esercitava una certa influenza sulle regioni di confine, e a quello di Johor.
Nel 1785, con il sultano Umar Aqamuddin II, inglobò buona parte del vicino sultanato di Pontianak.
Sambas conobbe un periodo d’oro nel XVIII secolo, dopo il quale, però, perse la propria indipendenza. Nel 1802, infatti, l’esercito olandese bombardò e in parte distrusse la capitale Sambas e pose il sultanato sotto un protettorato, con Pontianak come nuova capitale. Nel 1824 un trattato con la Gran Bretagna e il Brunei ratificò il dominio olandese e i confini di Sambas a livello ufficiale. Rimasero ottimi i rapporti con il Brunei durante il regno del sultano Mohammad Kanzul Alam (1807-1826?), mentre in seguito si assistette ad una fase di tensione, con gli olandesi che allungavano le mire su Sarawak. Tuttavia non riuscirono mai ad impossessarsene (seppure l'occasione si fosse presentata con la rivolta di Datu Patinggi Ali nel 1837).
Molti degli eventi drammatici che portarono Sambas a perdere la sua autonomia riducendosi ad un "piccolo stato" sono descritti nel più famoso poema malese moderno, Syair Rakis.
Lo stato rimase comunque stabile, con sovrani forti e capaci, finché, dal 1942 al 1945, fu occupato dai Giapponesi, che cacciarono il sultano Muhammad Ibrahim Saifuddin II, che venne in seguito giustiziato nel corso dell'incidente di Pontianak a Mandor; a seguito di ciò, il sultanato fu sospeso e rimpiazzato da un consiglio giapponese, per poi tornare in mano olandese dal 1946 al 1956. Durante quel periodo fu installato nel 1950 un altro sultano, che morì appunto nel '56, terminando così la dinastia, e il sultanato fu dunque smembrato nei vari Stati autonomi della Malesia. Attualmente gran parte del territorio è sotto il controllo indonesiano, nonostante si trovi in Borneo.
Il 1984, il capo della Famiglia Reale divenne Winata Kusuma, che fu riconosciuto come Sultano nel 2000 e installato il mese di luglio del 2001. Morì nel 2008.

## Esercito
(Descrizione di un esploratore olandese verso la fine del XVIII secolo))
Sambas era dotato di un esercito vasto, preparato e molto potente, a tal punto che il Brunei chiese più volte il suo aiuto durante la storia per sedare guerre e ribellioni. L'armata bruneiana, infatti, era molto più debole e peggio equipaggiata. Sambas inoltre conquistò e occupò vasti territori dei sultanati vicini grazie alla potente armata e assoggettò un gran numero di stati autonomi. Le legioni di terra includevano 90.000 effettivi nel 1785, periodo di massima fioritura, e la flotta militare addirittura 350 vascelli e più di 170 cannoniere, oltre a numerose altre navi da guerra.
Molte fonti parlano anche di un "formidabile esercito privato del sultano", probabilmente distinto da quello ufficiale del regno ma che fu utilizzato durante alcune guerre o prestato in cambio di denaro; sembra che comprendesse tra i 10.000 e i 20.000 effettivi. Questa peculiare legione fu utilizzata in particolare da Sultan Umar Aqamaddin II durante la guerra contro Pontianak nel 1785, con l'esito di conquistare la città e costringere il sultano nemico alla resa. L'arma più utilizzata da tali soldati era il pugnale ricurvo kriss.
L'esercito di Sambas rimase forte e sotto le dirette dipendenze del sultano anche dopo il protettorato olandese. Infatti, per risolvere la crisi di Sarawak che metteva in pericolo la sua stessa leadership verso metà del 1830, il sultano bruneiano Omar Ali Saifuddin II meditò anche di chiedere aiuto a Sambas, non potendo affrontare da solo la minaccia. Questo tuttavia significava cedere il governo di Sarawak a Sambas, e dunque all'Olanda, dando un avamposto ad un potenziale nemico e colonizzatore - che già mirava a Sarawak in virtù del sultanato di Tengah del XVII secolo. Così la proposta sfumò. Di certo, comunque, chi più avrebbe guadagnato era il Raja di Sarawak Pengiran Indera Mahkota, che oltre ad essere un reale del Brunei era prossimo parente del sultano di Sambas, e che mirava a fare accordare i due Stati.
Alcune cronache sostengono addirittura che fosse stato lo stesso sultano di Sambas, in accordo con gli Olandesi, a sobillare le élite malesi in Sarawak e gli indigeni locali negli anni Trenta, generando così una rivolta volta a destabilizzare il Brunei. Scopo di quest'azione era ottenere i diritti governativi di Sarawak e le sue preziose fonti in cambio della soppressione dei rivoltosi ma fallì, poiché il Brunei non accettava interferenze olandesi. È comunque possibile che Sambas avesse fornito aiuti ai rivoltosi di nascosto con la tacita approvazione di Mahkota. Durante l'epoca della rivolta erano sultani Usmar Kamaluddin e Umar Aqamuddin III, noti per i loro rapporti filoeuropei.

## Geografia e organizzazione
(Descrizione di un esploratore olandese verso la fine del XVIII secolo)
Il sultanato occupava l’intera parte Sud Ovest del Borneo (attuale territorio dell’Indonesia). In particolare è arrivato a dominare su ventidue diverse nazioni autonome (includendo sette imperi e tre stati federali) durante la sua massima espansione, divise poi in quindici grandi province, tra cui spiccano Sambas, Sarawak, Matan, Sabah e Dayak Besar (che da sola occupava quasi metà del territorio). Anche una vasta porzione del Banjarmasin (cui oggi appartiene Kota Lama) faceva parte dei suoi territori, così come buona parte del Sukadana, anch’esso un sultanato di oltre 40.000 km².
All'apice della sua forza Sambas si estese anche in territorio indonesiano, con la conquista dei sultanati di Siak Inderapura e di Mampawa-Sacadina. L’estensione massima fu di oltre 444.000 km quadrati (294.000 in Borneo e 150.000 in Indonesia) e la popolazione di 2.600.000 abitanti, nel 1785, sotto il sultano Umar Aqamaddin II. Nessun altro stato in Borneo e Indonesia (escludendo l’antichissimo regno Srivijaya) riuscì a raggiungere questa estensione, anche se fu mantenuta solo per tre decadi. Attualmente l'area malese corrisponde per gran parte al Kalimantan.
Il nome del sultanato deriva da quello del fiume Sambas (nello stato originale), che fin dal XVII secolo segnava il confine con Sarawak. Su di esso si erano stabiliti i precedenti regni delle popolazioni locali, in particolare i Daiacchi. Sambas, nell’omonima regione, fu capitale dal 1671 al 1802, dopo Kota Lama, tuttavia fu a sua volta sostituita da Pontianak dopo il protettorato olandese. Il sultanato di Pontianak era infatti caduto sotto il dominio di Sambas nel 1785.
Sambas vantava un totale accesso sul mare sia dal Borneo (Sud e Ovest) che in Indonesia (Est e Nord). Il suo territorio era ricco di fiumi e colline e presentava molti giacimenti, soprattutto di diamanti, oro e antimonio. Erano presenti petrolio e argento in quantità più moderate.
Dal punto di vista etnografico, si nota una grande differenza tra Sambas e gli altri stati malesi del tempo, ad esempio il Brunei. Se da un lato il Brunei era costituito da un'unica area omogenea. con la sola eccezione della provincia di Sarawak, dall'altro Sambas comprendeva decine di diverse popolazioni indigene e numerose culture (per quanto i Dayak fossero in netta prevalenza). Di conseguenza, questo sultanato aveva un carattere eterogeneo e frammentato, e stupisce come sia rimasto al potere per oltre tre secoli, cadendo solo sotto i cannoni del Regno d'Olanda. Da questo punto di vista, Sambas era paragonabile al sultanato di Aceh, un altro impero che aveva assoggettato e inglobato diverse nazioni autonome (seppure in numero nettamente minore). La differenza principale tra i due è, tuttavia, che Sambas non riconosceva le autonomie ed era centralizzato nella figura del sultano, mentre Aceh continuava a conservare dei re, i Datu o Raja, che tributavano onori ad un sultano perlopiù onorifico.
Le fonti storiche dicono che, nel XVIII secolo, "vi erano due sultanati importanti nel Borneo: Sambas e Brunei, da sempre legati da amicizia e dinastie."

## Sultani di Sambas
I Sultani di Sambas (Sultan Sambas Ratu Penambahang) si basavano sulla primogenitura maschile e la forma di governo era una monarchia assoluta. La moglie del sultano godeva del titolo “Sri Paduka Rata Tuanku” e i figli del suffisso "Sri Sultan" (proprio come in Brunei, ad esempio "Noor Paduka Sri Ratu Sepudak). Da notare che “Rata” è il corrispondente femminile di “Ratu” cioè Raja (simile al titolo “Datu” usato in Aceh e Brunei o a Pengiran).
Il sultano era contraddistinto da un pugnale damascato, il Keris Iras Lidah, che però non poteva essere paragonato per importanza al Kris Si Naga (a differenza di quest'ultimo, poi, esso veniva portato nell'abito del sovrano e non era utilizzato per l'incoronazione ufficiale). La corona, Mahkota, era conservata dal reale "Muda Mahkota".
La famiglia reale di Sambas era incredibilmente ricca, infatti possedeva un'enorme quantità di miniere d'oro e antimonio nel territorio nazionale e a Sarawak, soprattutto dal XVIII secolo. Spesso i nativi erano costretti a lavorarvi forzatamente e in condizioni di semischiavitù. A differenza di quanto accadeva in Aceh e per certi versi in Brunei, il sultano di Sambas era un'autorità centralizzata e non erano ammessi regni subalterni.
Nonostante si siano succeduti sultani fino al 1956 e “sultani in esilio” fino al 2008 (l’ultimo fu Raja Winata Kashmir), l’ultimo sultano del tutto indipendente fu Akmad Tajuddin II, morto nel 1793 (forse lo stesso anno in cui salì al trono il parente Muhammad Tajuddin del Brunei). Con il suo successore Sambas divenne un protettorato olandese e perse quasi completamente la sua autonomia.
Allo stesso modo in cui non è facile definire il ruolo effettivo dei sultani post-protettorato, non è nemmeno chiaro quale fu il primo vero signore di Sambas. Per convenzione, si tende a far iniziare il regno di Sambas quando il principe Tengah sposò Noor Sri Paduka (discendente dell'originario Sepudak) nel 1609, unificando lo stato di Sambas e Sarawak per oltre tre decadi. Molte fonti, però, considerano Raja, cioè sovrano, anche il successore di Sepudak il governatore e Timbang Paseban. Non è noto chi fu tale successore e dunque il primo re.
La stirpe dei sultani di Sambas è sempre intrecciata con quella dei sultani del Brunei, da cui discendono.
Lista dei sultani ufficialmente riconosciuti:
Raja o Ratu di Kerajaan Sambas (re prima del sultanato)
- Sepudak (metà-fine XVI secolo) (antenato di Noor Sri Paduka e capo di un'élite locale, fu l'ultimo governatore della dinastia Majapahait; fu poi fondatore e primo signore dello stato di Sambas)
- Lo sconosciuto discendente di Sepudak, noto come "il primo re di Sambas"
- Principe / Sultano Tengah (1600-1643) (primo e unico sultano di Sarawak, governò in diarchia con Ratu Sepudak; assassinato nel 1643 in una congiura, a volte è ritenuto il primo vero sovrano di Sambas)[4]
- Timbang Paseban (1600–1609) (svincolato da Majapahit ma forse non ancora del tutto autonomo, seppure venga considerato spesso "re"; fece spostare buona parte della popolazione dal fiume Sambas alle fertili colline interne)
- Ratu Sepudak (1609–1632) (fratello di Paseban e padre di Noor Sri Paduka, strinse accordi commerciali e dinastici con il Brunei; governò in diarchia con il sultano Tengah ed è a volte considerato il primo vero sovrano nella storia di Sambas)[4]
- Anom Kenchana Kesumayuda Sharifuddin (1632–1670) (salì al trono perché Pengiran Kenchana era troppo giovane e Radin Sulaiman era musulmano; Sarawak tornò al Brunei pacificamente nel 1643 in cambio dello stato di Matan)

Sultani di Kesultanan Sambas
- Muhammad Saifuddin I (1675–1685) (figlio di Tengah e Kesuma; con lui Sambas diventa sultanato a tutti gli effetti)
- Muhammad Tajuddin I (1685–1708)
- Umar Aqamaddin I (1708–1732)
- Abu Bakar Kamaluddin I (1732–1764) (in contemporanea con il cugino Hussan Kamaluddin sultano del Brunei)
- Umar Aqamaddin II (1764–1786) (conquistò parte del sultanato di Pontianak nel 1785; scoprì e s'impossessò di molte miniere d'oro in Sambas e Sarawak)
- Achmad Tajuddin II (1786–1793) (ultimo sultano del tutto indipendente; suo cugino Muhammad Tajuddin salì al trono del Brunei)
- Abu Bakar Tajuddin I (1793–1815) (inizio del protettorato olandese nel 1802)
- Muhammad Ali Saifuddin I (1815–1828)
- Usman Kamaluddin (1828–1832)
- Umar Aqamaddin III (1832–1846)
- Abu Bakar Tajuddin II (1846–1854)
- Umar Kamaluddin (1854–1866)
- Muhammad Saifuddin II (1866–1924)
- Muhammad Ali Saifuddin II (1924–1926)
- Muhammad Tayeb Sharifuddin (Capo del Dewan Majelis Kesultanan Sambas 1926 - 1931)
- Muhammad Ibrahim Saifuddin (1931–1943)
- Muchsin Panji Anom (Capo del Dewan Majelis Kesultanan Sambas 1946 - 1950)
- Muhammad Taufik (Capo della famiglia reale 1950 - 1984)
- Winata Kusuma (Capo della famiglia reale 1984 - 2000, Sultan 2000 - 2008, morto 1 febbraio 2008)
- Muhammad Tarhan (Non riconosciuto, capo della famiglia reale dal 3 febbraio 2008)